# Pravna fakulteta v Osijeku
Pravna fakulteta (izvirno hrvaško Pravni fakultet u Osijeku), s sedežem v Osijeku, je fakulteta, ki je članica Univerze v Osijeku.